# Czas zdrady
Czas zdrady – polski film historyczny w reżyserii Wojciecha Marczewskiego, wyprodukowany w 1997 roku.

## Obsada
- Janusz Gajos - Niccolò Machiavelli
- Jerzy Radziwiłowicz - Girolamo Savonarola
- Krzysztof Wakuliński - wysłannik
- Agnieszka Krukówna - Rosana
- Mariusz Benoit - monsignore Alberti
- Leon Charewicz - Matteo
- Rafał Mohr - Tonino
- Jakub Penier - Carlitto
- Marek Siudym - żołnierz
- Andrzej Żółkiewski - żołnierz
- Henryk Gołębiewski - żołnierz
- Jan Marciniak - odźwierny
- Jarosław Nowikowski - jeździec
- Adam Hejger - jeździec